# Fritz Glahn
Fritz Glahn (* 5. März 1899 in Dellfeld; † 29. September 1977 in Zweibrücken) war ein deutscher Politiker (FDP).

## Leben
Im Ersten Weltkrieg war Glahn, der evangelischen Glaubens war, Kriegsteilnehmer. Anschließend studierte er Land- und Volkswirtschaft in München. Dort wurde er 1919 Mitglied der Burschenschaft Stauffia München (DB). Er war von 1924 bis 1945 in verschiedenen landwirtschaftlichen Organisationen im Bereich Presse und Verwaltung tätig. So war er bis 1933 Geschäftsführer und Agrarjournalist im Reichslandbund und bei der rheinhessischen Bauernschaft. Ab 1933 übte Glahn das Amt des Pressereferenten im Reichsernährungsministerium aus und wurde anschließend Abteilungsleiter im Reichsnährstand. Seine Fachgebiete waren Wirtschafts- und Marktpolitik, Marktwerbung, Außenhandel und Ausstellungswesen.
Glahn betätigte sich von 1925 bis 1933 im Landbund und der Deutschen Volkspartei. Nach der Machtergreifung der Nationalsozialisten trat er zum 1. Mai 1933 der NSDAP bei (Mitgliedsnummer 3.443.202).
Nach dem Zweiten Weltkrieg bewirtschaftete Glahn zuerst den elterlichen Hof und schloss sich der FDP an. Er wurde 1951 Vorsitzender des FDP-Kreisverbandes Zweibrücken-Land und schon ein Jahr später Bezirksvorsitzender der FDP Westpfalz sowie Mitglied des Landesvorstandes Rheinland-Pfalz. Er gehörte von 1959 bis 1966 dem FDP-Bundesvorstand, zeitweise dem Bundeshauptausschuss und dem Agrarausschuss der Bundespartei an. Von 1958 bis 1966 war er Vorsitzender der FDP Rheinland-Pfalz. Nach Bekanntwerden geheimer Wahlabsprachen mit der NPD musste er zurücktreten.
Seit 1952 war Glahn Mitglied des Bezirkstages der Pfalz. Von 1955 bis 1957 war er Mitglied des rheinland-pfälzischen Landtags und dort gleichzeitig Vorsitzender der FDP-Fraktion. Dem Deutschen Bundestag gehörte Glahn von 1957 bis zum 2. November 1959 an.
Vom 19. Mai 1959 bis zum 26. April 1966 amtierte Glahn als Minister für Finanzen und Wiederaufbau in der von Ministerpräsident Peter Altmeier geführten Landesregierung von Rheinland-Pfalz.
In seinem Heimatort Dellfeld ist eine Straße nach Glahn benannt.

## Veröffentlichungen
- Neuausrichtung des Bauernhofbaus, in: Nationalsozialistische Gaudienst für den Gau Magdeburg-Anhalt. Gaupresseamt der NSDAP Magdeburg-Anhalt, 14. August 1941, 7. Jg., Folge 203.
- Programm und Tat. Weg und Erfolge der nationalsozialistischen Agrarpolitik, in: Mit Pflug und Schwert zum Sieg, hrsg. v. Reichsorganisationsleiter der NSDAP (= Der Schulungsbrief, 9. Jg. 1942, Folge 7/8).
- Unser agrarpolitischer Auftrag. Rede vor dem Hamburger Kongreß der FDP am 5. Juni 1957 (= Schriftenreihe der Freien Demokratischen Partei, Heft 6), Bonn 1957, 2. Auflage 1958.